# Fiamma Tricolore
Movimento Sociale — Fiamma Tricolore (Социальное движение — Трёхцветное пламя), чаще Fiamma Tricolore — итальянская ультраправая партия. Основана в 1995 году Пино Раути и его сторонниками, несогласными с преобразованием Итальянского социального движения в Национальный альянс и отходом Джанфранко Фини от неофашистских принципов. Партия унаследовала традиции итальянского неофашизма. Пережила ряд внутрипартийных кризисов и расколов. Несмотря на серию электоральных неудач, остаётся наиболее активной организацией «внесистемных правых» Италии.

## Партия неофашистской последовательности
В январе 1995 съезд Итальянского социального движения (MSI-DN) в городе Фьюджи принял курс Джанфранко Фини на преобразование неофашистской партии в национал-консервативный Национальный альянс. Это означало отказ от прежней идеологии и политики, ассоциируемой с именами Бенито Муссолини Джорджо Альмиранте, Пино Раути.
Последовательные неофашисты во главе с Раути категорически отвергли «Поворот Фьюджи». Они выступали за развитие на прежних основах, восходящих к итальянскому фашизму (тем более, что Операция «Чистые руки», сломавшая политическую систему Первой республики, не выявила в отношении неофашистов коррупционного компромата).

Джанфранко Фини во Фьюджи ни на йоту не отклонился своих идей. Он публично признал, что никогда не был фашистом.

Пино Раути

3 марта 1995 группа Пино Раути объявила о создании новой крайне правой партии. Учредительное собрание состоялось в Риме 17-18 июня, первый съезд Movimento Sociale — Fiamma Tricolore — в Кьянчано-Терме 15-17 ноября 1996.
Первым национальным секретарём партии стал 69-летний Пино Раути. Почётным председателем — 80-летний Манлио Саргенти — автор Веронского манифеста, руководитель канцелярии министерства корпоративной экономики Республики Сало. Таким образом, во главе Fiamma Tricolore находились знаковые фигуры, символизировавшие преемственность итальянской фашистской традиции.
Раути объявлял о выдвижении альтернативы марксизму, либеральному капитализму, а также «берлусконизму». Было также заявлено о недопустимости альянсов с Берлускони и Фини (на тот момент крупнейшими правыми политиками Италии).

## Идеология фашистской традиции
Основными идейными принципами Fiamma Tricolore партии были названы:
- Идеалистическое понимание истории и жизненных приоритетов, примат духовного над материальными, отвержение нигилизма

- Национальная и социальная идентичность итальянской культуры, защита итальянских традиций

- Труд как высшее выражение человеческой духовности

- Традиционные семейные ценности

- Корпоративный социально-экономический строй

- Участие работников в управлении производством и распределении доходов, социализация экономики

- Упрощённая и справедливая налоговая система

- «Европа наций» — союз народов континента на основе общности истории, культуры и традиции, а не политической и экономической интеграции

- Борьба с преступностью, в особенности наркоманией

Movimento Sociale — Fiamma Tricolore — политическая организация, вдохновлённая духовным пониманием жизни, призванная укрепить достоинство и обеспечить интересы итальянского народа в неразрывной исторической преемственности. Традиции нашей цивилизации есть часть более широкой миссии — западной, европейской, средиземноморской. Партия стремится реализовать принцип Национального труда через корпоративную альтернативу и социальную справедливость, уважая свободу для всех.

Устав Movimento Sociale — Fiamma Tricolore

Идеологические установки демонстрируют мировоззренческую преемственность с «Доктриной фашизма» и политическую с  Республиканской фашистской партией:

Движение Fiamma Tricolore констатирует свою идеальную близость к Социальной Республике и её бойцам. К Республике, за которую мы, конечно, боролись бы, если бы судьба позволила родиться в те годы. Наша политика происходит от идей Бенито Муссолини. Его политическая, экономическая и духовная система единственно способна принести свободу и социальную справедливость, которых сегодня лишены итальянцы и другие народы мира. Мы возобновляем борьбу за лучше будущее, за идеалы Чёрных Рубашек Алессандро Паволини.

## Участие в выборах
На парламентских выборах 1996 года Fiamma Tricolore получила всего 0,9 % при голосовании в палату депутатов. Ни один кандидат не был избран. Несколько успешнее для партии прошли выборы в сенат — удалось провести авторитетного сицилийского адвоката Луиджи Карузо. Некоторое время в парламентской фракции состоял перешедший из партии Вперёд, Италия сицилийский предприниматель Альберто Ацерно (впоследствии осуждён на 6 лет по экономическим обвинениям).
На выборах 2001 года партия получила менее 0,4 % в палату и 1 % в сенат (переизбран сенатор Карузо).
В конце 2003, перед выборами в Европарламент Раути намеревался включить Fiamma Tricolore в коалицию Социальная альтернатива (AS) — с Социальным действием Алессандры Муссолини, Новой силой Роберто Фиоре, Социальным национальным фронтом Адриано Тильгера. Однако уже в январе 2004 он отказался участвовать в этом проекте, дабы не выступать в роли «такси в Европу для Алессандры Муссолини». Показательно, что убеждённый фашист не усмотрел во внучке дуче принципиальной единомышленницы:

Моя партия объединяет тех, кто за Чёрное Дело. Я думал к выборам собрать под нашим символом все группы инакомыслящих. Но вместо этого… лишь римские салюты и взывания к дуче.

Пино Раути

В 2005 году, после исключения Раути, Fiamma Tricolore под руководством Люки Романьоли присоединилась к AS для участия в региональных выборах. По «раутианской» традиции, партия стала вносить в коалиционную программу просоциалистические тезисы — социализация прибылей, участие рабочих в управлении производством — восходящие к идеологии Республиканской фашистской партии и Итальянской социальной республики 1943—1945 годов. Завязалась резкая полемика, со стороны Fiamma Tricolore последовали обвинения в отходе Алессандры Муссолини от заветов «деда Бенито».
На выборах 2006 года за Fiamma Tricolore голосовали 0,6 %. Ни одного депутата в парламент провести не удалось.
На выборах 2008 года Fiamma Tricolore выступала в блоке с партией La Destra Франческо Стораче (также происходящей из неофашистской MSI-DN). Было собрано более 2,4 % голосов в палату депутатов и 2,1 % в сенат, но ни один кандидат не прошёл.
На выборах 2013 года Fiamma Trocolore собрала всего 0,13 % в палату депутатов и 0,17 % в сенат (наименьший результат за историю партии). Ни один кандидат не был избран.
Дважды — в 1999 и в 2004 Fiamma Tricolore проводила одного депутата в Европейский парламент. Первый раз это был Роберто Феличе Билиардо, второй — Люка Романоли.
Такой уровень электоральной поддержки не идёт ни в какое сравнение с показателями Итальянского социального движения 1948—1992  годов. Достаточно сказать, что 2 % голосов — максимум, достигнутый Fiamma Tricolore в блоке с другой крайне правой партией — являлся минимумом MSI на выборах 1948 года. Это объясняется не только соответствующими общественными настроениями, но и эффективностью политических проектов Сильвио Берлускони, практически монополизировавших правый фланг итальянской политики.
В то же время Fiamma Tricolore оставалась наиболее организованной из «внесистемных» крайне правых сил Италии.

## Расколы. Уход Пино Раути
Первоначально партия собрала практически все силы, наследовавшие неофашистской традиции. Однако уже с 1996 года начались политические размежевания и организационные отколы.
Уже в 1995 году из партии вышла группа «Фашизм и свобода» Джорджо Пизано.
В 1997 году Fiamma Tricolore покинули сторонники Адриано Тильгера, учредившие Национальный фронт.
Тогда же ушла группа мэра Кьети Николы Кукулло и Роберто Лаварини, создавшего в 2000 Европейское социальное движение.
В 2001 году присоединился к партии Джанфранко Фини депутат Европарламента Роберто Билиардо. Сенатор Карузо и депутат Ацерно переориентировались на движение Берлускони.
Внутрипартийные конфликты во многом объяснялись крайней идеологизированностью и авторитарным стилем руководства, характерными для Пино Раути. Кроме того, оппозицию усиливали электоральные неудачи партии. В 2002 сторонники Люки Романьоли, выступавшего за более гибкую политику, добились его избрания национальным секретарём. Раути перешёл на в основном церемониальный пост председателя партии. В октябре 2003 года Раути и Романьоли вступили в партийную дискуссию. В 2004 группа Романьоли по суду добилась отстранения Пино Раути с партийных постов.
Раути и его сторонники вышли из Fiamma Tricolore, учредив на прежних принципах Движение социальной идеи. Таким образом произошло расставание партии со своим основателем.

## Новая коалиционная политика
Люка Романьоли взял курс на максимальную коалиционную консолидацию крайне правых и смягчение политического стиля:

Больше улыбки, меньше мрачной мистики, больше широты, меньше сектантства, больше общительности, меньше претензий на исключительность.

Люка Романьоли

Поначалу это дало видимый эффект — например, в 2004 году Романьоли был избран в Европарламент. В 2005 году Fiamma Tricolore сблокировалась на региональных выборах с «Социальной альтернативой» Алессандры Муссолини, Роберто Фиоре и Адриано Тильгера. Однако это принесло лишь около 1 %, поскольку противоречия между ультраправыми — неофашистом Тильгером, ультраконсерватором Фиоре, прагматичной Муссолини — способствовали скорее разъединению, чем интеграции.
На выборах 2006 года Fiamma Tricolore выступала в соглашении с Домом свобод Берлускони. Однако 0,6 % не обеспечили прохождения в парламент. Партия перешла в активную оппозицию левоцентристскому правительству Романо Проди, объективно работаю на возвращение Берлускони к правительственной власти.
В 2008 году Люка Романьоли сделал ставку на альянс с партией Франческо Стораче La Destra («Правые»), созданной после откола ультраправых от партии Фини. К коалиции присоединился Фронт Тильгера. Общее количестве полученных голосов увеличилось четырёхкратно, но этого оказалось недостаточно для получения парламентского представительства. Кроме того, возникли судебные претензии в связи с использованием символики, сходной с партией Национальный альянс. Неудачно прошли и местные выборы 2010 года.
Поражение на выборах 2013 — самое серьёзное за время существования партии — побудило Романьоли искать новые коалиционные варианты. Партнёрами выступали La Destra, правоконсервативная партия «Будущее и свобода для Италии» (после отставки Джанфранко Фини с поста председателя), несколько небольших региональных организаций крайне правого толка. Предполагалось создание федеративного блока Movimento per Alleanza Nazionale — «Движение за Национальный альянс» — с расчётом на повторение успеха Национального альянса 1995—2008 на приближенной к неофашизму идеологической основе.

## «Бунт пеонов» и отстранение Романьоли
На заседаниях 24 ноября 2013 года в Риме и 9 декабря 2013 года в Милане руководство Fiamma Tricolore отвергло коалиционный проект Люки Романьоли как противоречащий идейным основам. Он был снят с должности национального секретаря и исключён из партии. Обязанности национального секретаря принял на себя адвокат Аттилио Карелли.

Бывший национальный секретарь Fiamma Tricolore Люка Романьоли говорил: «Иногда бывает, что…» Да, иногда бывает, что пеоны бунтуют, совершают революцию, изгоняют тирана и берут в свои руки собственную судьбу. Это и случилось в нашей организации Fiamma Tricolore — малой по численности, но большой по мужеству. Вместе мы подтвердили глубину наших корней и видение наших целей. Против логики меркантилизма «первого лица партии».

Fiamma Tricolore поддерживает борьбу за социальную справедливость, против подавления низших классов, за принципы здоровой экономики, против финансовых спекуляций и диктата «€urodeutchland». Нынешняя тоска итальянцев есть единственно верная ностальгия будущего!

Заявление пресс-службы Fiamma Tricolore, 12 декабря 2013

По некоторым оценкам, Fiamma Tricolore расположено к возобновлению союза с Берлускони. В то же время уже в конце 2013 года, сразу после смены руководителя, партия приняла участие в социально-протестных выступлениях, начавшихся в Калабрии и распространившихся по стране.

## Сохранение идейных основ
В первые годы существование Fiamma Tricolore выступала с позиций ультраправого радикализма, характерного для идеологии Пино Раути. Отличие от прежнего неофашизма заключалось в том, что после окончания Холодной войны на первый план выдвигались не антикоммунизм и антисоветизм, а антикапитализм, антиамериканизм, евроскептицизм. Неизменной оставалась националистическая риторика и жёсткая критика финансового капитала в духе Боба Сантамарии, австралийского правокатолического политика итальянского происхождения.
В годы руководства Люки Романьоли партия попыталась выйти из изоляции, расширить коалиционные связи. Заметно изменился политический стиль. Однако партия сохраняла и сохраняет ультраправый характер. Среди руководящих активистов Fiamma Tricolore известны представители итальянского скинхедского движения, включённого в систему Blood and Honour. Соответствующая эстетика характерна для молодёжной партийной организации Gioventù della fiamma («Молодёжь пламени»).
В 2012 году на конференции Fiamma Tricolore в Реджо-ди-Калабрии выступал Стефано Делле Кьяйе.

## Символика
Эмблема партии — язык пламени цветов итальянского флага на в белом круге на чёрном фоне.
Конкуренты по правому флангу выдвигали к Fiamma Tricolore судебные претензии за использование этой символики.